# Springfield Doughnut
La Springfield Donut es una escultura de una dona rosa espolvoreada ubicado en Springfield, Nueva Zelanda. Se basa en el donut que aparece frecuentemente en la comedia animada estadounidense Los Simpson, que se desarrolla en una ciudad también llamada Springfield. Fue presentado al pueblo por 20th Century Fox para promocionar la película de 2007 Los Simpson: la película. La escultura tiene un diámetro de 3,5 metros (3,8 yd) y pesa 6 toneladas (6000,0 kg).

## Historia
La escultura original, construida con poliestireno revestido de fibra de vidrio, fue presentada por primera vez en la ciudad de Springfield en julio de 2007 por 20th Century Fox en un esfuerzo por promover la película de 2007 Los Simpson: la película. Se otorgó un consentimiento de recursos que decía que la dona solo estaría vigente durante seis semanas. En septiembre de 2009, un pirómano prendió fuego a la dona, lo que la destruyó. Como esto ocurrió el mismo día de las audiencias de consentimiento en las que se discutía si la escultura debía permanecer permanentemente, se sospechaba que el perpetrador era un oponente de la dona que la veía como una degradación del paisaje o creía que la ciudad «no debería asociarse con caricaturas norteamericanas sobre familias disfuncionales». Luego, los lugareños de Springfield pintaron una llanta de tractor de color rosa y tostado y la adornaron con chispas para reemplazar la escultura destruida. También quitaron parte del neumático para representar un mordisco.
En la tarde del 1 de julio de 2012 se inauguró una escultura de reemplazo. Esta escultura está hecha de hormigón, tiene un diámetro de 3,5 metros (3,8 yd) y pesa 6 toneladas (6000,0 kg). Es ignífugo y tiene escalones que permiten tomar fotografías con la cabeza asomando por el medio. Entre 2020 y 2023, después de que la pintura comenzó a descascararse y caerse, la escultura se volvió a pintar cuatro veces, con un costo de 17 864 dólares.